# In Nomine Aeternitatis
In Nomine Aeternitatis — другий студійний альбом австрійського неокласичного дарквейв-гурту Dargaard. Він вийшов 28 листопада 2000 року на Napalm Records.
Музика виконується в меланхолійному похмурому настрої з романтичними елементами та симфонічними звуками. На відміну від першого альбому, в якому Тарен мав значну перевагу у співі, тут він переважно залишив вокал Елізабет. Пісні були написані та запрограмовані у Stronghold Dargaard протягом 1998 та 1999 років, а записані, зведені та мастеринговані Георгом Храудою та Тареном у Tonstudio Hoernix 1999 року.
In Nomine Aeternitatis латиною означає В ім'я Вічності.

## Трек-лист
| #     | Назва                                                     | Тривалість |
| ----- | --------------------------------------------------------- | ---------- |
| 1.    | «Εν Χειμωνι - Dark Horizons» ("Взимку - Темні горизонти") | 05:50      |
| 2.    | «Underworld Domain»                                       | 05:49      |
| 3.    | «Pantheon in Flames»                                      | 02:20      |
| 4.    | «The Infinite»                                            | 05:40      |
| 5.    | «Temple of the Morning Star»                              | 01:45      |
| 6.    | «Caverna Obscura» ("Тіньова печера")                      | 05:56      |
| 7.    | «Only the Blind Can See...»                               | 07:12      |
| 8.    | «In Signo Mortis» ("На знак смерті")                      | 05:32      |
| 9.    | «The March of Shadows»                                    | 03:05      |
| 10.   | «In Nomine Aeternitatis» ("В Ім'я Вічності")              | 04:16      |
| 11.   | «The Seas of Oblivion»                                    | 04:17      |
| 51:42 |                                                           |            |

## Учасники
- Тарен (Tharen) — всі інструменти, вокал
- Елізабет Торізер (Elisabeth Toriser) — спів/вокал